# Midtbygda, Akershus
Midtbygda är en ort i tätorten Røyken i Askers kommun i Norge. Orten var tidigare centralort för dåvarande Røykens kommun. Midtbygda har cirka 1 600 invånare[källa behövs].